# Друга пандемија куге
Друга пандемија куге била је велика серија епидемија куге која је започела Црном смрћу, која је стигла у средњовековну Европу 1346. и убила је до половине становништва Евроазије у наредне четири године. Уследила је прву пандемију куге која је почела у 6. веку Јустинијановом кугом и завршила се у 8. веку. Иако је куга изумрла на већини места, постала је ендемска и редовно се понављала. Крајем 17. века десио се низ великих епидемија, а болест се понегде понављала све до касног 18. или почетком 19. века. Након тога, нови сој бактерије довео је до треће пандемије куге, која је почела у Азији средином 19. века.
Кугу изазива бактерија Јерсинија пестис, која постоји у паразитским бувама неколико врста у дивљини као и у пацовима који обитавају у насељима. У избијању може да убије све своје непосредне домаћине и тако изумре, али може остати активан у другим домаћинима које не убије, изазивајући тако нову епидемију годинама или деценијама касније.

## Преглед
Забележена су три велика избијања куге. Јустинијанова куга у 6. и 7. веку је први познати напад који је забележен и означава први чврсто забележен образац куге. Према историјским описима, чак 40% становништва Цариграда је умрло од куге. Модерне процене сугеришу да је половина европског становништва умрла од ове прве пандемије куге, пре него што је нестала 700-их година. После 750. године куга се поново појавила у Европи, све до Црне смрти у 14. веку.
Порекло друге пандемије је спорно; настала је или у централној Азији или на Криму,   и појавила се на Криму до 1347. године. Сматра се да је можда смањила број светске популације са процењених 450 милиона на 350–375 милиона до 1400. године. Докази за Yersinia pestis пронађени су у зубима раних жртава куге у планинама Тјен Шан, сада северни Киргистан, што указује на вероватно порекло те итерације куге.
Куга је поновила избијала у интервалима са различитом вируленцијом и морталитетом све до раног 19. века. У Енглеској, на пример, куга се вратила између 1360. и 1363. године, убивши 20% становника Лондона, а затим поново 1369. године, када је умрло 10-15% популације.
У 16. веку куга је погодила Сан Кристобал де Ла Лагуна на Канарским острвима између 1582. и 1583.
У 17. веку дошло је до низа европских епидемија „велике куге“: Велике куге у Севиљи између 1647. и 1652. године, Велике куге у Лондону између 1665. и 1666. и Велике куге у Бечу 1679. године. Велика куга северне Кине настала је у Шансију 1633. године и стигла у Пекинг 1641. године, доприносећи пропасти династије Минг 1644. године.
У 18. веку била је велика куга у Марсеју, која се догодила између 1720. и 1722. године; Велика куга из 1738, која се догодила у источној Европи између 1738. и 1740. године; и Куга у Русији 1770–1772, која се догодила у централној Русији и посебно погодила Москву. Међутим, чинило се да је куга у свом вирулентном облику постепено нестала из Европе, иако се задржала у Египту и на Блиском истоку.
До раног 19. века, опасност од куге се смањила али је брзо почело ширењем друге смртоносне заразне болести, у ери прве пандемије колере, која је почела 1817. године, што је била прва од неколико пандемија колере које су захватиле Азију и Европу током 19. и 20. века.
Трећа пандемија куге погодила је Кину 1890-их и опустошила је Индију. Иако је углавном садржана на Истоку, постала је ендемска и у западним Сједињеним Државама, где се и даље јављају спорадичне епидемије куге.

## Црна смрт
Арапски историчари Ибн Ал-Варди и Алмакризи верују да је црна смрт настала у Монголији, а кинески записи показују огромну епидемију у Монголији почетком 1330-их.
Последњих година појавило се више истраживања која показују да је Црна смрт највероватније настала на северозападним обалама Каспијског мора, а можда чак није ни доспела до Индије и Кине, јер истраживања о Делхијском султанату и династији Јуан нису показала да докази о било каквој озбиљној епидемији у Индији из 14. века и без конкретних доказа о куги у Кини из 14. века.
Постојале су велике епидемије у Кини 1331. и између 1351. и 1354. у провинцијама Хебеи, Шанси и другим, за које се сматра да су убиле између 50% и 90% локалног становништва, са бројевима који се крећу у десетине милиона. Међутим, тренутно нема доказа да их је изазвала куга, иако постоје индикације за други низ епидемија. Европа је у почетку била заштићена прекидом у Путу свиле .
Наводно се куга први пут појавила у Европу преко ђеновских трговаца из њиховог лучког града Кафе на Криму 1347. године. Током дуготрајне опсаде града, између 1345. и 1346. године, војска монголске Златне Хорде Јани Бега, чије су углавном татарске трупе патиле од болести, катапултирале су заражене лешеве преко градских зидина Кафе да би заразила становнике, иако је вероватније да су заражени пацови ширили епидемију на становнике. Како је болест узела маха, ђеновљански трговци су побегли преко Црног мора у Цариград, где је болест први пут стигла у Европу у лето 1347. Тамошња епидемија убила је 13-годишњег сина византијског цара Јована VI Кантакузена, који је написао опис болести по узору на Тукидидов извештај о атинској куги из 5. века пре нове ере, али је приметио ширење црне смрти. бродовима, између поморских градова. Нићифор Григора је такође у писаној форми описао Деметрију Кидону све већи број мртвих, бескорисност лекова против тога и панику грађана.
Ерупција Црне смрти у 14. веку имала је драстичан ефекат на становништво Европе, неповратно променивши њене друштвене структуре, и резултирала је раширеним прогоном мањина као што су Јевреји, странци, просјаци и губавци. Неизвесност свакодневног преживљавања је виђена као стварање општег расположења морбидитета, који утиче на људе да „живе за тренутак“, као што је илустровао Ђовани Бокачо у Декамерону (1353). Песник Франческо Петрарка је приметио неупоредиву и невероватну екстремност ефеката болести, написао је да ће „срећно потомство, које неће доживети тако страшну невољу... гледати на наше сведочење као на бајку“.

## Понављања пандемије
Друга пандемија проширила се широм Евроазије и Средоземног басена. Куга је више пута поново избајала у Европу и Средоземни басен током 16. до 17. века. Куга је похарала велики део исламског света. Куга је била присутна на најмање једној локацији у исламском свету практично сваке године између 1500. и 1850. Према Жан-Ноелу Бирабену, куга је била присутна негде у Европи сваке године између 1346. и 1671. Према Елен Шиферл, између 1400. и 1600. године забележена је епидемија куге у најмање једном делу Европе сваке године осим 1445.

### Византијско царство и Османско царство
У Византијском царству 1347. године избијање Црне смрти у Цариграду трајало је годину дана, али се куга поновила десет пута пре 1400. Куга је више пута поново унета у град због његовог стратешког положаја између Средоземног и Црног мора, и између Европе и Азије, као и због његовог положаја као престонице царства.
Цариград је задржао свој империјални статус у центру Отоманског царства након пада Константинопоља од Мехмеда Освајача 1453. Приближно 1–2% градског становништва умирало је годишње од куге. Османски историчари Мустафа Али и Хора Садетин забележили су посебно тешке епизоде између 1491. и 1503. године, при чему су од 1491. до 1493. године биле најтеже. Куга се вратила 1511. до 1514. и после 1520. била је ендемска у граду до 1529. Куга је поново била ендемска у Цариграду између 1533. и 1549., 1552. и 1567. и током већег дела преосталог 16. века.
У 17. веку епидемије куге у Цариграду забележене су у следећим годинама: 1603, 1611 до 1613, 1647 до 1649, 1653 до 1656, 1659 до 1688, 1671 до 1680, од 169 до 169.
У 18. веку су биле забележене 64 године у којима је куга избила у престоници и још 30 година куге које су наступиле у првој половини 19. века. Од ових каснијих 94 епидемије куге у Константинопољу између 1700. и 1850. године, шест од њих — које су се догодиле 1705, 1726, 1751, 1778, 1812. и 1836. године — процењује се да су убиле више од 5% становништва, док су епидемије 83 убио 1% или мање.
Куга је више пута погодила градове северне Африке. Између 1620. и 1621. Алжир је изгубио 30.000–50.000 људи од последица куге, а епидемије су се враћале 1654. на 1657., 1665., 1691. и 1740. до 1742.
Куга је остала значајан фактор у османском друштву све до друге четвртине 19. века. Између 1701. и 1750. године, у Цариграду је забележено 37 великих и мањих епидемија, док се још 31 догодила између 1751. и 1800. Велика куга 1738. погодила је османску територију на Балкану, која је трајала до 1740. године.
Багдад је озбиљно страдао од последица куге. Пандемија је десетковала популација на једну трећину ранијег броја популације спрам броја из 1781.
Једна од последњих епидемија која је погодила Балкан током друге пандемије куге била је Карагеина куга, између 1813. и 1814.
Швајцарски истраживач Јохан Лудвиг Буркхард био је сведок епидемије куге која је похарала Хиџаз и Египат између 1812. и 1816. године. Он је написао: „За пет или шест дана након мог доласка [у Јанбу ] смртност се повећала; четрдесет или педесет особа је умрло у једном дану, што је, у популацији од пет или шест хиљада, била ужасна смртност.

### Свето римско царство
Иако су редовна избијања болести била уобичајена деценијама пре 1618, Тридесетогодишњи рат (1618–1648) је увелико убрзао ширење болести. На основу локалних евиденција, војне акције су чиниле мање од 3% смртних случајева цивила; главни узроци су били глад (12%) и бубонска куга (64%). Савремени консензус је да је становништво Светог римског царства опало са 18–20 милиона у 1600. на 11–13 милиона у 1650. години, као и да није повратило предратни ниво све до 1750.
Велика бечка куга погодила је Беч, династичко седиште Светог римског царства, 1679. године и убила око 76.000 људи. Леополд I, цар Светог римског царства побегао је из града након избијања куга, али је обећао да ће подићи маријански стуб у знак захвалности ако се куга заврши. 

### Италијанско полуострво
До 1357. куга се поново појавила у Венецији, а од 1361. до 1363. остатак Италије је доживео први повратак пандемије. Пиза, Пистоја и Фиренца у Тоскани биле су посебно погођене; друга пошаст (лат. pesta secunda) убила је петину становништва. У трећој пошасти (лат. pesta tertia) од 1369. до 1371. умрло је 10–15%.
Преживели су били свесни да црна смрт 1347–1351 није била јединствен догађај и да је живот сада „далеко страшнији и несигурнији него раније“. Италијанско полуострво је било погођено избијањем куге у 68% година између 1348. и 1600. Било је 22 избијања куге у Венецији између 1361. и 1528. Петрарка се у писму Ђованију Бокачу септембра 1363. жалио да је долазак Црне смрти у Италију 1348. оплакиван као катастрофа без преседана.
У јубиларној 1400. години, коју је најавио папа Бонифације IX, једну од најтежих појава куге погоршали су бројни ходочасници који су кренули у и из Рима; у самом граду дневно је умрло 600–800. Према евиденцији гробара у Фиренци, умрло је најмање 10.406 људи; укупан број умрлих је процењен на дупло већи број од стране хроничара Ђованија Морелија из 15. века. Те године је убијена половина становништва Пистоје и њеног залеђа.
Још једна епидемија догодила се у Падови 1405. године и однела 18.000 живота. У епидемији куге 1449-52, само 1451. умрло је 30.000 грађана Милана.
Посебно смртоносна куга погодила је Италију између 1478. и 1482. На територији Републике Венеције у осмогодишњем трајању епидемије умрло је 300.000 људи. Лука Ландучи је 1478. написао да су грађани Фиренце „били у тешкој ситуацији. Живели су у страху и нико није имао срца да ради. Јадна створења нису могла да набаве свилу или вуну... тако да су сви сталежи патили“. Поред куге, Фиренца је патила и од екскомуникације која је довела до рата са Папском државом а пандемија је довела и до политичких сукоба након Пацијеве завере.
Године 1479. у Риму је избила куга; Убијен је Бартоломео Платина, шеф Ватиканске библиотеке, а папа Сикст IV је побегао из града и био је одсутан више од годину дана. Умро је и Федерико да Монтефелтро, војвода од Урбина.
Након пљачке Рима 1527. од стране Карла V, цара Светог римског царства, куга је избила и у Риму и у Фиренци. Куга се појавила у Риму и убила 30.000 Фирентинаца — четвртину становника града. Опис куге у Фиренци 1527. године, Лоренца ди Филипа Строција, детаљно бележи ову кугу; преписао га је Николо Макијавели са напоменама Строција.
Даље епидемије куге пратиле су опсаду Фиренце 1529. године; тамо су верски објекти постали болнице и изграђено је 600 привремених објеката за смештај заражених ван градских зидина.
Након 1530. године политички сукоби су се смирили, а ратови у Италији су постали ређи. Касније су избијања куге постајала све ређа, погађајући само поједине градове или регионе, али су пандемије и последице биле посебно тешка. У 43 године између 1533. и 1575. било је 18 епидемија куге. Посебно штетна италијанска куга 1575–1578. кретала се и на север и на југ полуострва; број погинулих је био посебно висок. По званичном рачунању, Милан је 1576. изгубио 17.329 од куге, док је Бреша забележила 17.396 убијених у граду који није прелазио 46.000 укупних становника. У међувремену, Венеција је видела између четвртине и трећине свог становништва умрло од куге у епидемији 1576-77 са 50.000 смртних случајева.
У првој половини 17. века куга је однела око 1,7 милиона жртава у Италији, или око 14% становништва.
Велика Миланска куга (1629–1631) била је вероватно најпогубнија у столећу: град Милано је изгубио половину свог становништва од око 100.000, док је Венеција била једнако погођена као у њеној тешкој епидемији 1553–56.
Куга 1656–1657 била је последња велика катастрофална куга у Италији, а напуљска куга је била најтежа. Године 1656. куга је убила око половине од 300.000 становника Напуља.
Месина је доживела последњу епидемију у Италији, 1742–1744.  Последња забележена инциденција куге у Италији била је 1815-16, када је избила куга у Ноји, граду близу Барија.

### Северна Европа
Преко 60% становништва Норвешке је умрло од 1348. до 1350. Последња епидемија куге похарала је Осло 1654.
У Русији се болест појављивала негде сваких пет или шест година од 1350. до 1490. Године 1654. руска куга је убила око 700.000 становника.
У периоду 1709–13., уследила је епидемија куге после Великог северног рата (1700–1721), рата између Шведске и Руског царства и њених савезника. Куга је убила око 100.000 у Шведској  и 300.000 у Пруској. Куга је убила две трећине становника Хелсинкија и однела трећину становништва Стокхолма. Ово је била последња куга у Скандинавији, али је руска куга 1770–1772 убила до 100.000 људи у Москви.

### Источна Европа
Европски талас куге из 1560-их први пут је погодио Литванију и руски Псков 1564-1565, али није напредовао даље на исток све до 1566, када је опустошио московске земље које су већ патиле од Ливонског рата и Опричнине. Након неколико година без пандемије у следили су још два јача талса у периоду 1569-1570 и 1571-1572, који је, у комбинацији са истовременим глађу, можда убио између трећине и четвртине руског становништва.
Велика куга из 1738. је била пандемија куге која је трајала 1738–40. и захватила подручја у модерним нацијама Румуније, Мађарске, Украјине, Србије, Хрватске и Аустрије. Руска епидемија куге 1770-1772 убила је чак 100.000 људи само у Москви, а хиљаде је умрло у околним селима.

### Француска
Године 1466. у Паризу је од куге умрло можда 40.000 људи. Током 16. и 17. века, куга је у просеку била активна у Паризу скоро једном у три године. Према историчару Џефрију Паркеру, „само Француска је изгубила скоро милион људи због куге у епидемији 1628–1631. Последња велика епидемија у западној Европи догодила се 1720. године у Марсеју.

### Британија
Епидемије куге похарале су Лондон током лондонске куге 1563. године, 1593, 1603, 1625, 1636. и 1665. године, смањујући његову популацију за 10 до 30% током тих година. Велика лондонска куга 1665–66 била је последња велика епидемија пандемије, са последњим смртним исходом од куге у лондонском Ситију ограђеном зидинама забележеним четрнаест година касније, 1679.

### Низоземска
Преко 10% становништва Амстердама умрло је 1623–25. и Амстедрам је поново био погођен пандемијом 1635–36, 1655. и 1664.

### Иберија
Више од 1,25 милиона смртних случајева било је последица куге у Шпанији у 17. веку. Куга из 1649. вероватно је преполовила становништво Севиље.

### Малта
Малту су погађале бројне епидемија куге између средине 14. и почетка 19. века. Најтежа епидемија била је епидемија 1675–1676, која је убила око 11.300 људи, а затим је уследила епидемија 1813–1814 и 1592–1593, у којој је умрло око 4.500, односно 3.000 људи.

### Тенерифе
Епидемија куге на Тенерифу 1582. (такође епидемија куге у Сан Кристобал де Ла Лагуни 1582.) била је избијање бубонске куге која се догодила између 1582. и 1583. на острву Тенерифе у Шпанији. Тренутно се верује да је током епидемије било између 5.000 и 9.000 смртних случајева на острву са мање од 20.000 становника у то време (отприлике 25-45% становништва острва).

## Велике епидемије
| Година    | Место                       | Број умрлих            | Article/citation |
| --------- | --------------------------- | ---------------------- | ---------------- |
| 1347–51   | Европа, Азија, Блиски Исток | 75,000,000–200,000,000 | [ 92 ]           |
| 1360–63   | Енглеска                    | 700–800,000            |                  |
| 1464–66   | Париз                       | 40,000                 |                  |
| 1471      | Енглеска                    | 300–400,000            | [ 93 ]           |
| 1479–80   | Енглеска                    | 400–500,000            | [ 93 ]           |
| 1563–64   | Енглеска                    | 20,136+                |                  |
| 1576–77   | Венеција                    | 50,000                 | [ 94 ]           |
| 1582–83   | Тенерифе                    | 5,000–9,000            | [ 95 ]           |
| 1592–93   | Енглеска                    | 19,900+                |                  |
| 1596–99   | Кастиља                     | 500,000                | [ 73 ]           |
| 1603–11   | Лондон                      | 43,000                 | [ 96 ]           |
| 1620–21   | Алжир                       | 30–50,000              | [ 41 ]           |
| 1628–31   | Француска                   | 1,000,000              | [ 82 ]           |
| 1629–31   | Италија                     | 1,000,000              | [ 97 ]           |
| 1633–44   | Кинга (династија Минг)      | 200,000+               | [ 98 ] [ 99 ]    |
| 1647–52   | Јужна Шпанија               | 500,000                |                  |
| 1654–55   | Русија                      | 700,000                | [ 100 ] [ 101 ]  |
| 1656–58   | Краљевина Напуљ             | 1,250,000              | [ 102 ]          |
| 1665–66   | Лондон                      | 70–100,000             |                  |
| 1675–76   | Малта                       | 11,300                 |                  |
| 1679–80   | Аустрија                    | 76,000                 |                  |
| 1681      | Праг                        | 83,000                 |                  |
| 1689–90   | Багдад                      | 150,000                | [ 43 ]           |
| 1704–10   | Пољска                      | 75,000                 |                  |
| 1709–13   | Балтик                      | 300–400,000            |                  |
| 1720s     | Марсељ                      | 100,000                |                  |
| 1738–40   | Мађарска и Хрватска         | 50,000                 |                  |
| 1770s     | Москва                      | 75,000                 |                  |
| 1772–1773 | Персијско царство           | 2,000,000              | [ 103 ]          |
| 1791      | Египат                      | 300,000                | [ 104 ]          |
| 1812–19   | Османско царство            | 300,000                |                  |
| 1813–14   | Малта                       | 4,500                  |                  |
| 1813–14   | Румунија                    | 60,000                 |                  |
| 1829–35   | Багдад                      | 12,000                 | [ 107 ]          |

## Нестанак
Епидемије из 18. и 19. века, иако тешке, означиле су повлачење пандемије из већег дела Европе (18. век), северне Африке и Блиског истока (19. век). Пандемија је прогресивно нестајала широм Европе. Један документовани случај био је у Лондону из 17. века, где први прави демограф, Џон Граунт, није успео за само пет година да види последњу забележену смрт од куге, која се догодила 1679, 14 година након Велике куге у Лондону. Разлози због којих је куга потпуно нестала нису добро схваћени.
Еплби разматра шест могућих објашњења за престанак пандемија куге:
1. Људи су развили имунитет.
2. Побољшања у исхрани учинила су људе отпорнијим.
3. Побољшања услова становања, урбаних санитарних услова и личне чистоће смањила су број пацова и пацовских бува.
4. Доминантне врсте пацова су се промениле. (Смеђи пацов је стигао у Лондон тек 1727.)
5. Методе карантина су побољшане у 17. веку.
6. Неки пацови су развили имунитет, па их буве никада нису препуштале људима; нерезистентни пацови су елиминисани и то је прекинуло циклус.

Синдер сугерише да је замена црног пацова (Rattus rattus), који је успевао међу људима и често држан као кућни љубимац, агресивнијим и плоднијим норвешким или смеђим пацовима (Rattus norvegicus) била главни фактор. Смеђи пацов, који је стигао као инвазивна врста са истока, избегава контакт са људима. Како је смеђи пацов насилно истеривао црног пацова у више земаља, постајао је доминантна врста у тој еколошкој ниши, контакт између пацова и човека је опадао, као и могућности да куга пређе са пацовских бува на људе. Једно од главних разграничења за жаришта у трећој пандемији куге била су места где црни пацов тек треба да буде замењен, као што је Бомбај (сада Мумбај) у Индији. Претпоставља се да су еволутивни процеси можда фаворизовали мање вирулентне сојеве патогена Yersinia pestis.